# Polkville (Mississippi)
Polkville è un comune (village) degli Stati Uniti d'America, situato nella contea di Smith, nello Stato del Mississippi.